# Joseph-Bernard Planté
Joseph-Bernard Planté (19 décembre 1768 - 13 février 1826) était un notaire et homme politique fédéral du Bas-Canada.  Il est né à Pointe-aux-Trembles en 1768 et a étudié au Petit Séminaire de Québec. Il a fait son stage en tant que notaire avec Jean-Antoine Panet et ensuite Olivier Perrault. Il fut qualifié pour pratiquer en 1788 et mettre en place sa pratique à Québec. Il a été élu à la Assemblée législative du Bas-Canada pour Hampshire en 1796 et fut réélu en 1800 et 1804. En 1808, il est élu pour représenter Kent dans l'assemblée. En 1801, il est nommé commissaire pour le soulagement des fous et des enfants abandonnés. Il a été nommé greffier de la cour de terre en 1802 et inspecteur général du domaine royal en 1803. En 1808, le gouverneur James Henry Craig a supprimé ces nominations car il participe à la Fondation du journal Le Canadien. Planté est nommée juge de paix pour le district de Québec en 1810. Il sert dans la milice locale, devenant le lieutenant colonel en 1812. Il était directeur de la société Union du Québec qui a exploité l'hôtel Union. Planté a également servi comme vice-président de la compagnie d'Assurance incendie du Québec et de la Banque d'Épargne de Québec.
Il meurt à Québec en 1826 et fut inhumé à Sainte-Foy.